# 檀家制度
檀家制度（だんかせいど）とは、日本の仏教寺院（寺）が、それぞれの檀家の葬祭供養を独占的に執り行なうことを条件に結ばれた、寺と檀家の関係をいう。寺請制度（てらうけせいど）、あるいは寺檀制度（じだんせいど）ともいう。江戸幕府の宗教統制政策から生まれた制度であり、家や祖先崇拝の側面を強く持つ。

## 概要
檀家とは「檀越（だんおつ）の家」という意味である。檀越とは梵語のダーナパティ（dānapati）の音写であり、寺や僧を援助する庇護者の意味である。例えば飛鳥時代において、蘇我氏や秦氏といった有力な氏族・豪族が檀越となって寺院（氏寺）を建立し、仏教諸宗派を保護した。ここで特に檀家という場合には、それまで有力者の信仰対象であった仏教が広く社会に浸透し、氏族単位が家単位になったということである。檀家という言葉自体は鎌倉時代には既に存在していたが、現在の意味合いになるのは荘園制の崩壊によって寺院の財政・社会基盤が変化してからである。そして江戸時代の宗教統制政策の一環として設けられた寺請制度が檀家制度の始まりである。
檀家は特定の寺院に所属し、葬祭供養の一切をその寺に任せ、布施を払う。この布施を梵語のダーナの音写で檀那（だんな）と呼び、檀家（檀越）が所属する寺院を檀那寺という。その意味では、言葉の上では一般民衆である個々の檀家が寺院の経済的な支援者となる筈であった。しかし、寺請制度に端を発する檀家制度においては、寺院の権限は強く、檀家は寺院に人身支配されていたと呼べるほどの力関係が存在していた。寺院側は、常時の参詣や、年忌・命日法要の施行などを檀家の義務と説き、他に寺院の改築費用や本山への上納金といった名目で経済的負担を檀家に強いた。今日における彼岸の墓参りやお盆の法事は、檀家制度によって確立したといえる。
本末制度や他の幕府宗教政策もあって、寺院は社会的基盤を強固な物にすることに成功したが、一方で日本仏教の世俗化が進んだ。寺請の主体となった末寺は本山への上納など寺門経営に勤しむようになり、日本の仏教信仰は形骸化していく。檀家を持たない寺院は現世利益を標榜することで信徒と布施を集めるようになり、檀家を持つ寺もまた祖先崇拝といった側面を強くしていった。いずれにせよ、このような寺院の強権的な立場、民間信仰（祖霊信仰）とのより強い混合、また堕落は制度ができた当時から批判があり、それらは明治の廃仏毀釈に繋がっていくことになる。
第二次世界大戦以降、寺院の権限はほとんど無いにせよ、檀家制度は残っている。いわゆる葬式仏教や、檀家制度によって確立した年忌法要、定期的な墓参りは日本に根付いており、葬儀や先祖の命日法要、墓の管理を自身の家の檀那寺に委託する例は多い。しかしながら、檀家が減っていることも事実であり、檀家制度に拠る寺院の経営は難しいものとなっている。
特に平成以降、少子高齢化が加速し、実家や墓を受け継ぐ子・孫を中心とした親族がいなくなる（無縁社会）、あるいは、いても疎遠だったり遠方に住んでおり帰省もままならなかったりする家が増えつつある。自分の没後などを見据えた終活の一環などとして、菩提寺に対して檀家からの離脱や、墓の移転・撤去（いわゆる「墓じまい」）を申し入れる人もいるが、拒否されたり、高額な離檀料（後述）を請求されたりするケースもある

## 歴史

### 前史
仏教が伝来した飛鳥時代において、仏教は有力者の信仰対象となった。この時代に建立された寺院は、もっぱら檀越となった有力氏族が建立したものであり、これを氏寺と呼ぶ。例として、蘇我氏の飛鳥寺、秦氏の広隆寺が挙げられる。氏寺は、当然のことながら自分たちを支援してくれる有力氏族のために葬祭供養を行った。この檀越が檀家の源流である。やがて時代が下がると旧仏教勢力の寺院は所領を持つようになり、荘園領主的な側面を帯びるようになる。有力寺院の主要な収入源は、布施（檀那）から荘園収入に変わる。政治的な権力・権威を持つようにもなり、檀越に依存しない寺門経営が行われるようになる。しかし、それも応仁の乱以降、荘園制の崩壊によって失われていくこととなる。それら旧仏教勢力に対し、新しく登場した宗派は一般民衆を対象とし、その勢力を広げる。その過程で、仏教は出家的なものから在家的なものへ移行していく。例えば臨済宗・曹洞宗の禅語録は15世紀以降、坐禅関係から葬祭関係へと比重が逆転していき、この頃から仏教が先祖崇拝や「家」と結びついていったと考えられる。「檀家」という言葉自体は鎌倉時代には存在していたが、仏教がより「家」という概念と結びついていったのは、やはり応仁の乱以降である。
つまり、檀家制度の下地は、応仁の乱以降から、江戸時代に寺請制度が施行される約200年間の、荘園制が崩壊して郷村が成立、また広範な「家」の概念が成立した時期にできたといえる。この間に寺院（檀那寺）は、社会的・経済的基盤を荘園や特定の檀越、あるいは外護者から、一般民衆へと移しかえた。

### 禁教令と寺請制度
江戸幕府は、1612年（慶長17年）にキリスト教の禁教令を出し、以後キリスト教徒の弾圧を進める。その際に、棄教した転びキリシタンに寺請証文（寺手形）を書かせたのが、檀家制度の始まりである。元は棄教者を対象としていたが、次第にキリスト教徒ではないという証として広く民衆に寺請が行われるようになる。武士・町民・農民といった身分問わず特定の寺院に所属し（檀家になり）、寺院の住職は彼らが自らの檀家であるという証明として寺請証文を発行したのである。これを寺請制度という。寺請制度は、事実上国民全員が仏教徒となることを義務付けるものであり、仏教を国教化するのに等しい政策であった。寺請を受けない（受けられない）とは、キリシタンのレッテルを貼られたり、無宿人として社会権利の一切を否定されたりすることに繋がった。また、後に仏教の中でも江戸幕府に従う事を拒否した不受不施派も寺請制度から外され、信徒は仏教徒でありながら弾圧の対象にされることになる。
これら寺請の任を背負ったのは、本末制度における末寺である。1659年（万治2年）や1662年（寛文2年）の幕法では、幕府はキリシタン改の役割の責任を檀那寺と定めている。後にはキリシタンと発覚した人物の親族の監視も、檀那寺の役割と定められた。これら禁教政策にともなって、より檀那寺の権限は強化されていくことになった。
もっとも、寺請制度は世の中が平和になって人々が自分の死後の葬儀や供養のことを考えて菩提寺を求めるようになり、その状況の中で受け入れられた制度であったとする見方もある。例えば、現在の静岡県小山町にあたる地域に江戸時代存在していた32か所の寺院の由来を調べたところ、うち中世から続く寺院は1つのみで、8か所は中世の戦乱で一度は荒廃したものを他宗派の僧侶が再興したもの、他は全て慶長年間以降に創建された寺院であったとされている。また、別の研究では元禄9年（1696年）当時存在した6000か所の浄土宗寺院のうち、16世紀以降の創建が9割を占めていたとされている。こうした寺院の創建・再建には菩提寺になる寺を求める地元の人々の積極的な協力があったと推定され、寺請制度はその状況に上手く合う形で制度として定着していったとみられている。
また、当時は世界の多くの国を植民地として侵略していたスペインやポルトガルなどの欧州列強の侵略を未然に防ぐ防衛政策の側面もあったとの説もある。

### 檀家制度の確立
寺請制度や本末制度、1631年の寺院の新寺建立禁止令などを通して、檀那寺は檀家を強く固定化することに成功する。檀家になるとは、すなわち経済的支援を強いられるということであり、寺院伽藍の新築・改築費用、講金、祠堂金、本山上納金など様々な名目で経済的負担を背負った。1687年の幕法は、檀家の責務を明示し、檀那寺への参詣や年忌法要のほか、寺への付け届けも義務とされている。1700年頃には寺院側も檀家に対してその責務を説くようになり、常時の参詣、年忌命日法要の施行、祖師忌、釈迦の誕生日（灌仏会）や涅槃日、盂蘭盆会（お盆）春秋の彼岸の寺院参詣や墓参を挙げている。
もし檀家がこれら責務を拒否すれば、寺は寺請を行うことを拒否し、檀家は社会的地位を失う。遠方に移住するというような場合を除いて、別の寺院の檀家になるということもできなかった。よって一般民衆には生まれた家（あるいは地域）の檀那寺の檀家となってその責務を履行する以外の術はなく、寺と檀家には圧倒的な力関係が生じることとなる。江戸時代における檀家とは、寺の経営を支える組織として、完全に寺院に組み込まれたものであった。
これらは、寺院の安定的な経営を可能にしたが、逆に信仰・修行よりも寺門経営に勤しむようになり、僧侶の乱行や僧階を金銭で売買するということにも繋がっていった。新規寺院建立の禁止も、廃寺の復興といった名目で行なわれ、末寺を増やしていった。また、「家」「祖先崇拝」の側面が先鋭化し、本来の仏教の教えは形骸化して、今日に言われる葬式仏教に陥った。

### 回向寺と祈祷寺
檀那寺は、檀家制度によって極めて安定的な収入源を得ることに成功した。他方、檀家のいない寺院は現世利益を旨として信徒を集めるようになり、寺院は寺檀関係を持つ回向寺（えこうでら）と現世利益を旨とする祈祷寺（きとうでら）に分かれていくこととなる。
檀家は一方的な負担を強いられることになったが、先祖の供養といった祖先崇拝への関心・欲求を強く持つことで、檀家制度は受け入れられていった。日本において、死後一定の段階経るとホトケになる（ご先祖様＝ホトケ様）という元来の仏教にないことがあるのは、その代表例である。檀那寺に墓を作るということも半ば義務化されていたが、一般庶民でも墓に石塔を立てる習慣ができたのはこの頃である。檀家は、先祖の追善供養を行い、家の繁栄（守護）を願った。こうした寺を回向寺と呼ぶ。
祈祷寺は、無病息災、恋愛成就といった個人レベルの願い、五穀豊穣、商売繁盛といった家の繁栄の願いなどを寺院参拝の御利益とし、他に祈祷などを行なった。流行仏という言葉も生まれた。また、定期的な縁日や秘仏の開帳を行なうことで布施を集めようとした。ただ、回向寺も檀信徒の信仰心が離れないよう苦心はしていた。祈祷寺と同じく、秘仏がある寺では定期的な開帳を行なったほか、檀家の義務と説いた年中行事も祭事や縁日のような興行的な側面を強くする。布教の一環として説教も盛んに行なった。
江戸時代、人々は回向寺で先祖の追善供養を行なって「家」の現在・将来の加護を願い、祈祷寺で自身の現世利益を願った。

### 廃仏論と廃仏毀釈
檀家制度や本末制度によって生じた寺院の強権的な立場は、上記のように僧侶の乱行というような問題も生じさせていた。どのような名目であれ、その立場を利用して檀家から際限なき収奪が可能となった寺院には当然、批判が起こった。また、その批判者は儒者、神道家、国学者など幅広く、数も多かった。これら批判は江戸時代の初期からあり、そのまま明治維新の廃仏毀釈運動まで江戸時代通して存在し続けた。
これら批判を受けて幕府や藩は、何度か寺院への締め付けを行なっている。例えば1665年の時点で「諸宗寺院法度九ヵ条」を出し、寺院から無教養の僧侶を放逐する、檀家の負担を軽減する、寺に女性を泊めない、離壇の権利を檀家に認めることなどをその中で命じている。寺院の整理も行なわれ、水戸藩や岡山藩は早い時期にこれを決行している。
以上の締め付けもあって、中世のように仏教勢力が一大勢力を築くというようなことは起こらなかったが、それでもこの時代の各種行政サービスを一手に担った寺院の権益を奪いきることは到底できるわけもなく、寺院の腐敗は続いた。明治最初期、多くの寺院の破壊を伴った廃仏毀釈運動が起こるが、その背景にはこのような要因が強く絡んでいた。
もう少し時代が進み檀家制度に拠る寺院経営に綻びが見えると、各宗派からも体質改善や改革といった声が出てくるようになる。これは本来の教え、仏法に帰るべきだという点が強く主張されるあまり、先祖供養などの否定にも及び、後述する檀家から見た現代における仏教のあり方を必ずしも受け止めているものではない。

### 現代
寺請制度は、1871年に氏子調に引き継がれて廃止されたが、檀家制度は依然存在している。もっともこれは、寺墓を持つためにそのまま寺と檀家が繋がっているだけというケースが多い。家人の葬儀や先祖の年忌法要といった儀礼でしか寺と檀家は接点を持たない、いわゆる葬式仏教である。しかし、それも経済成長に伴った農村から都会への人口移動などで、農村部は人が減り、廃寺となるケースが目立っている。また、都会では葬儀業者がその一切を手配してしまうので、ますます寺檀関係は希薄化している。
しかし、檀家制度が作りだした年忌法要・年中行事は現在でも日本人の宗教観や生活に綿密に関係している。曹洞宗は昭和51年から同56年にかけて、檀信徒に意識調査を行なっている。その結果は、墓や位牌といった先祖供養の側面が強く出ており、禅宗の曹洞宗であっても坐禅をしたことがある、あるいはしたいといった教義の側面は低い結果となっている。これは曹洞宗に限らず、現在日本における仏教のあり方、あるいは檀信徒一般が仏教寺院に求めるものが、仏教の教義ではなく、葬祭の司祭者となっていることを示している。
野田知佑は、熊本県では現代でも檀家制度が健在であるとして、少年時代に下級生だった住職が寺で梵鐘を作ることになった際のエピソードを披露しているが、梵鐘の製作代金1000万円を檀家300件から3万円ずつ集金したことや、その他寺の維持費のほか、住職が高校通学のための5段ギアの自転車の購入費用、京都の大学の入学費用、結婚費用の全てが檀家の布施で賄われたという。野田は、「だから彼の知識は檀家の"共有財産"であり、彼は一生その知識と人格を持って、檀家の人々に尽くす義務がある」と締めくくっている。

## 離檀料
近年、墓所の引越しなど改葬に伴う離檀に関し、寺側から檀家が数百万円～1000万円以上もの高額な「離檀料」を請求される例が増えている。寺側の言い分は、遺族が墓参りに来ないときでも、寺は毎日のように供養したり、年忌法要、月命日にも読経を上げるなどを寺が自主的に行っているというものである。離檀料は、契約書に謳っていない限り法的請求根拠はないが、改葬の手続きにおいて「改葬許可申請書」に引っ越し元の墓の管理者（宗教法人）の署名・捺印が必要になるために、寺側が強気に出るケースが見られる。
ただし、改葬許可書への署名捺印を拒まれた場合、それに代わる書類の提出で改葬の許可申請は可能となっており、必ずしも寺側の署名捺印は必要ではない。また、離檀料についても寺側は「正式には取れない」ことを知っているため、拒否しても問題はない。